# Васильків Микола Миколайович
Васильків Микола Миколайович (16 грудня 1975, Івано-Франківська область) — український футболіст, тренер.

## Кар'єра

### Клубна кар'єра
Він виступав у клубах ФК Тисмениця, «Бескид» Надвірна та ФК «Калуш», де закінчив свою кар'єру в 1999 році.

### Тренерська кар'єра
У 1998 році він закінчив Львівський інститут фізичної культури, а з 1999 року працює на факультеті фізичного виховання в Прикарпатський національний університет імені Василя Стефаника.
У 2007 році він працював головним тренером івано-Франківського «Спартака». Пізніше тренував також аматорський клуб з Івано-Франківська «Тепловик». З 2015 року тренер аматорської команди «Галичина» (Івано-Франківськ), працює також керівником технічного департаменту Івано-Франківської обласної федерації Футболу. З 2 вересня 2015 року Микола Васильків залишив клуб «Галичина» та зосередився на роботі у штабі збірної Івано-Франківської області з футболу.

## Досягнення
- Найкращий бомбардир чемпіонату Івано-Франківської області — 19 голів у сезоні 1997/98.